# Гунтрамсдорф
Гунтрамсдорф (нем. Guntramsdorf) — ярмарочная коммуна (нем. Marktgemeinde) в Австрии, в федеральной земле Нижняя Австрия, названная в честь графа Гунтрама Богатого.
Входит в состав округа Мёдлинг.  Население составляет 8721 человек (на 31 декабря 2005 года). Занимает площадь 14,86 км². Официальный код  —  3 17 10.

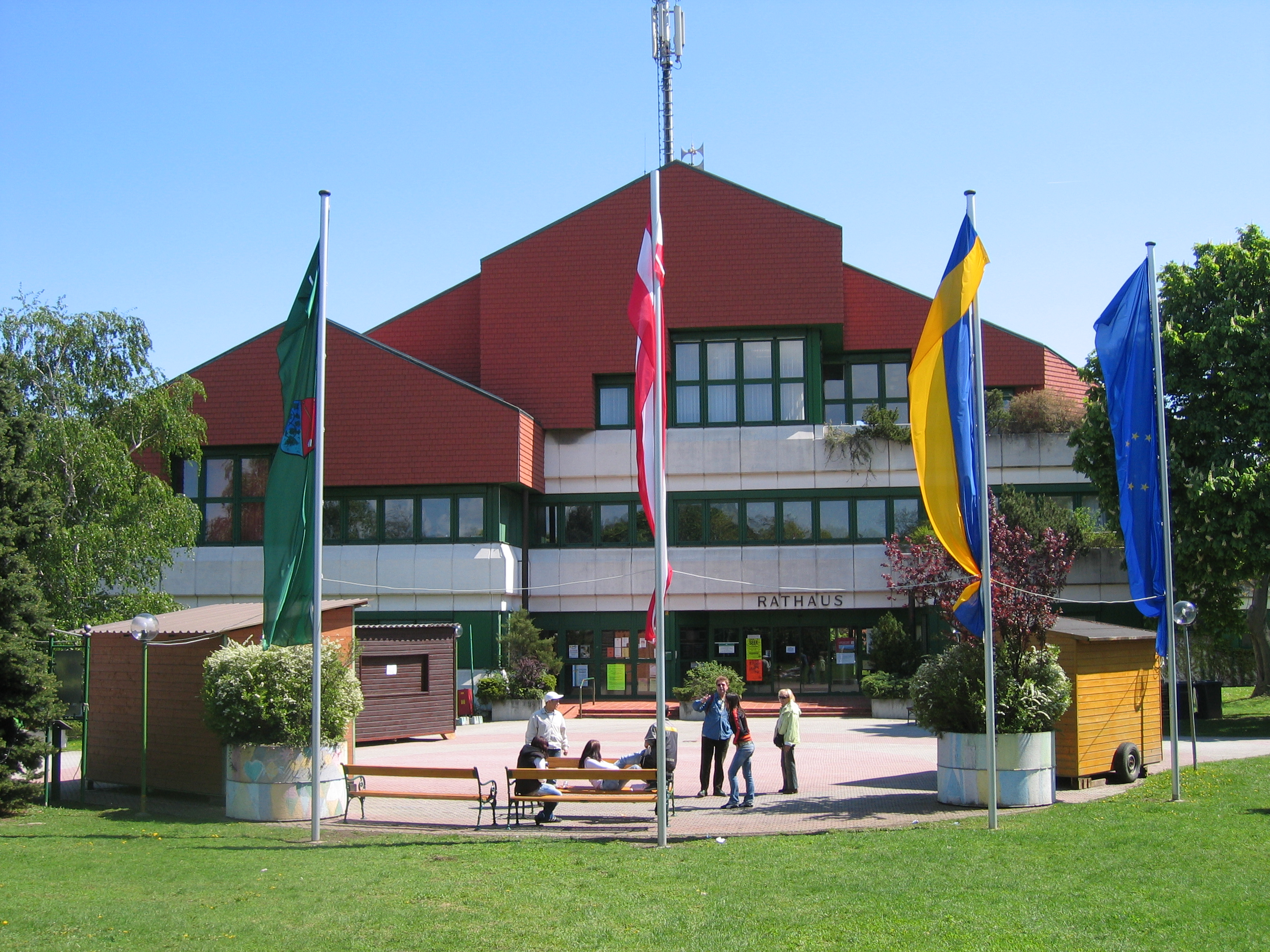
Ратуша

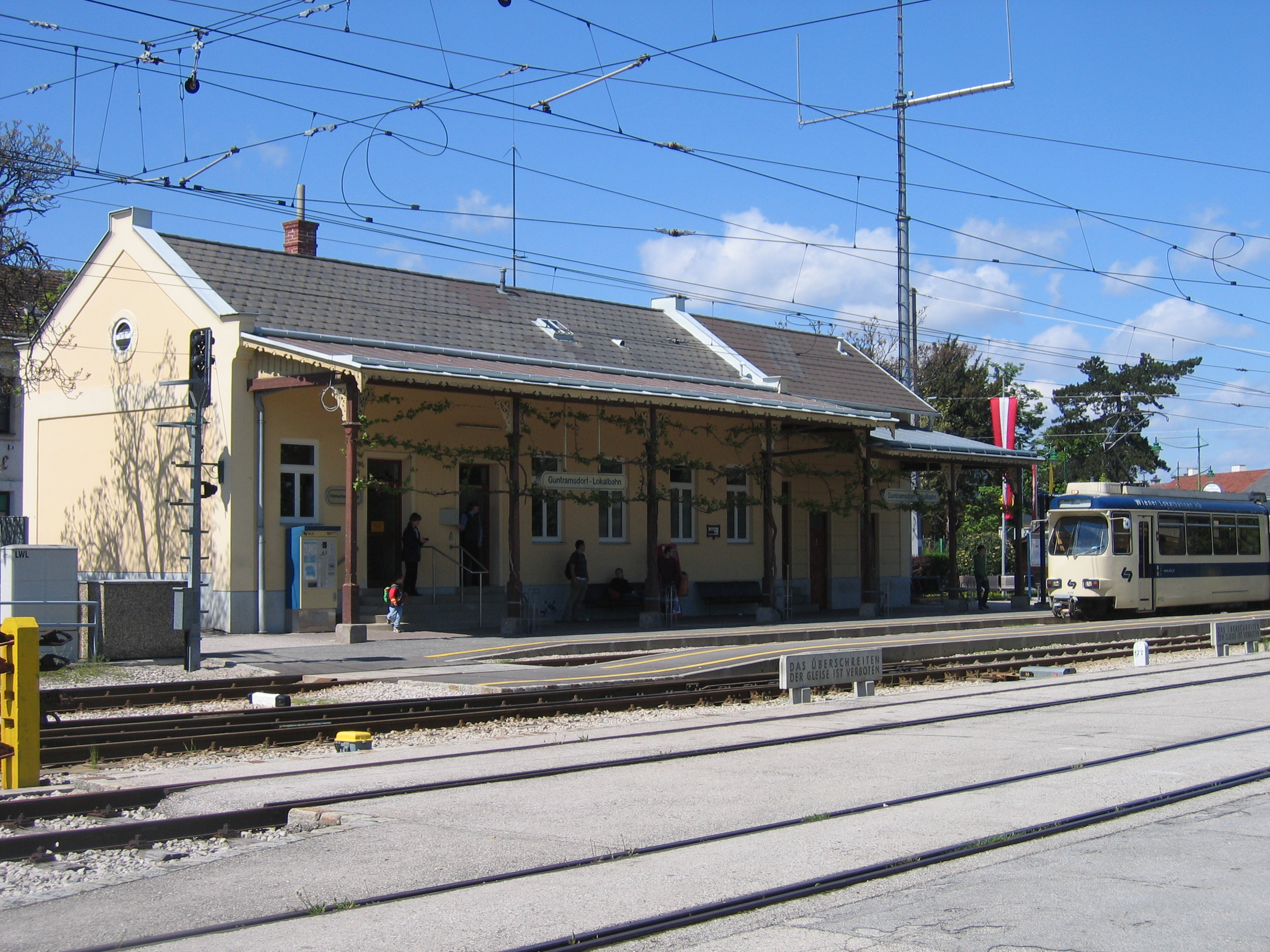
Вокзал

## Политическая ситуация
Бургомистр коммуны — Карл Зоннвебебер
Фицебюргермайстер     Роберт Вебер (СДПА) по результатам выборов 2005 года.
Совет представителей коммуны (нем. Gemeinderat) состоит из 33 мест.
- СДПА занимает 21 место.
- Партия GVP занимает 8 мест.
- Зелёные занимают 2 места.
- АПС занимает 1 место.
- Партия BIG занимает 1 место.

## Известные уроженцы и жители
- Леопольдина Благетка (1810—1887) — австрийская и французская пианистка и композитор.